# Aenictus clavitibia
Aenictus clavitibia är en myrart som beskrevs av Auguste-Henri Forel 1901. Aenictus clavitibia ingår i släktet Aenictus och familjen myror.

## Underarter
Arten delas in i följande underarter:
- A. c. clavitibia
- A. c. facetus